# Електровідцентрова насосна установка
Електровідцентрова насосна установка (рос. электроцентробежная насосная установка, англ. electrocentrifugal pump plant; electric centrifugal pumping unit; нім. elektrische Schleuderpumpenanlage f, Elektrokreiselpumpenanlage f) — комплекс обладнання для механізованого видобутку рідини через свердловини за допомогою відцентрового насоса, безпосередньо сполученого з зануреним електродвигуном.
Використовують при видобутку нафти і води, в тому числі розсолів.
Установка включає відцентровий насос з 50-600 рівнями; асинхронний електродвигун, заповнений спеціальним діелектричним маслом; протектор, який оберігає порожнину електродвигуна від попадання пластового середовища; кабельну лінію, яка з'єднує електродвигун з трансформатором і станцією управління.
Рівень відцентрового насоса містить напрямний апарат з робочим колесом. Довжина установки 25-30 м. При довжині відцентрового насоса й електродвигуна пон. 5-8 м (в залежності від діаметра) вони складаються з окремих секцій для зручності транспортування і монтажу. Продуктивність установки для нафтової свердловин 15-20 до 1400—2000 м3/доб., напір до 2500-3000 м, потужність електродвигуна до 500 кВт, напруга до 2000 В, температура середовища, яке відкачується до 180°С, тиск до 25 МПа. Електровідцентрова насосна установка для води містить заповнений водою електродвигун і насос з 5-50 рівнями. Продуктивність його до 3000 м3/доб., напір до 1500 м, потужність електродвигуна до 700 кВт, напруга 3000 В, т-ра води до 40 °C.